# Sebastian Münster

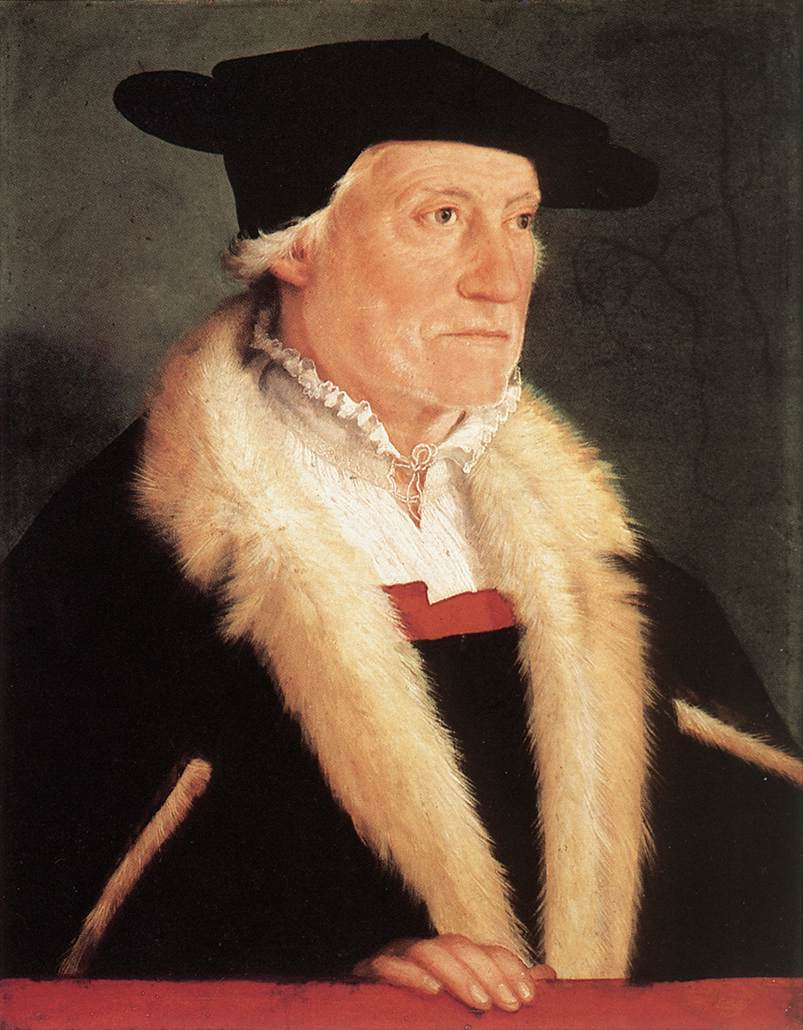
Sebastian Münster um 1550

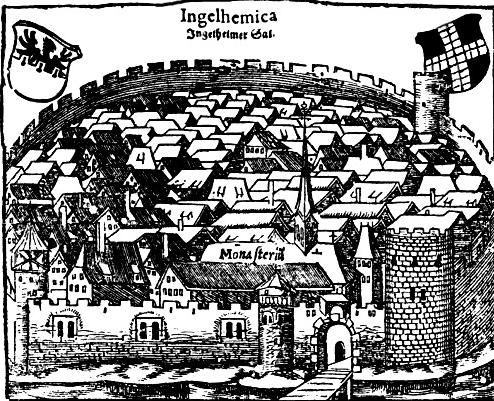
Münsters Geburtsort Nieder-Ingelheim. Aus der Cosmographia (1628).

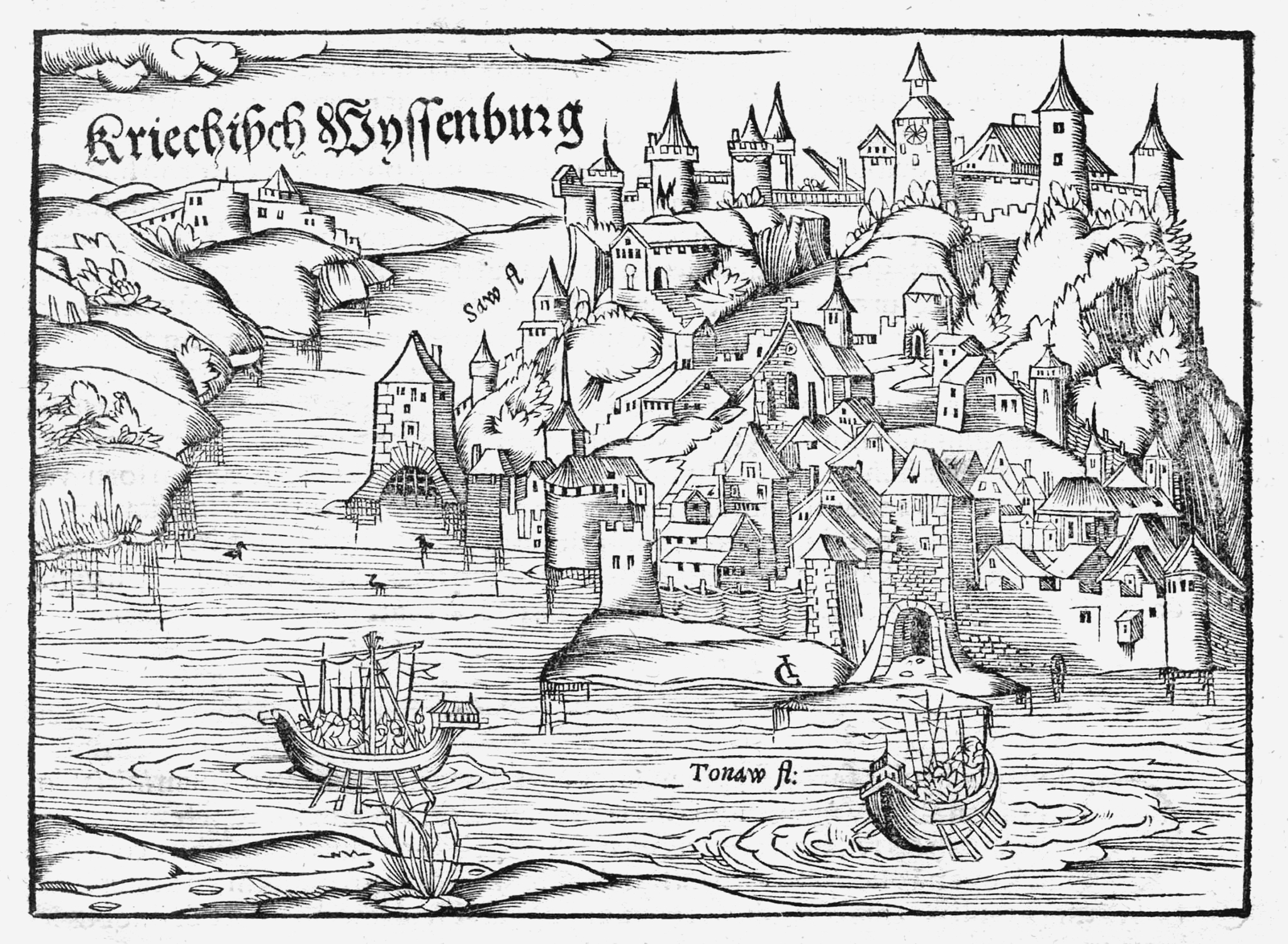
Die Belagerung von Belgrad („Kriechißch Wyssenburg“) 1456, Holzschnitt.

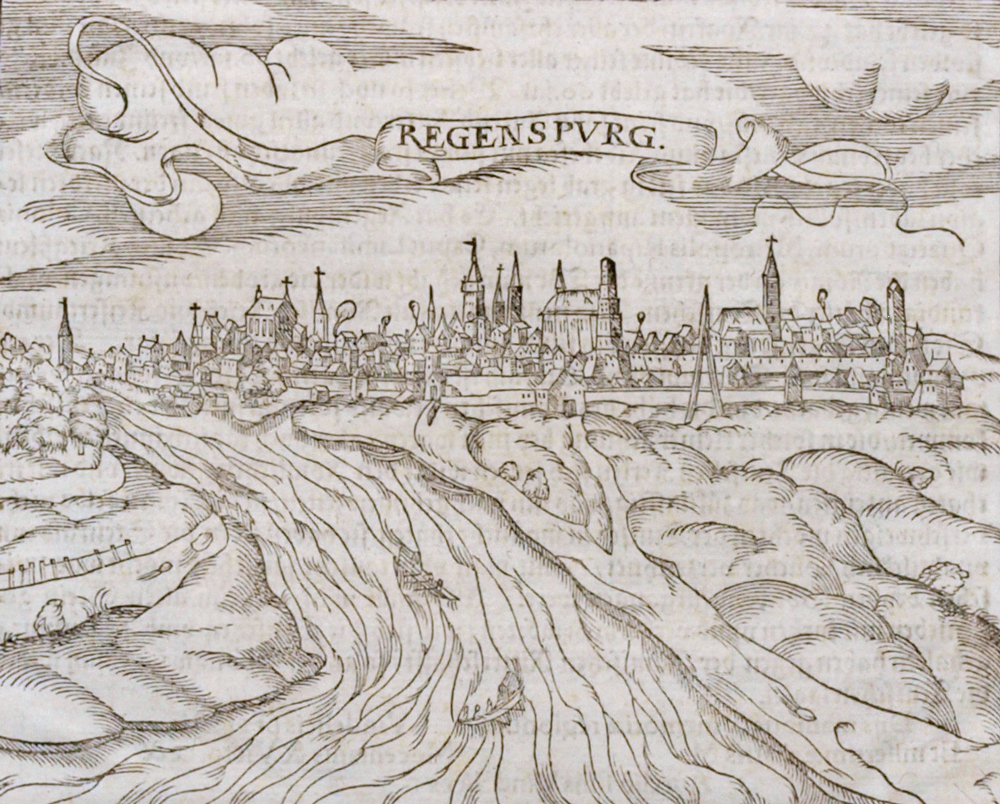
Regensburg. Aus der Cosmographia (1574).

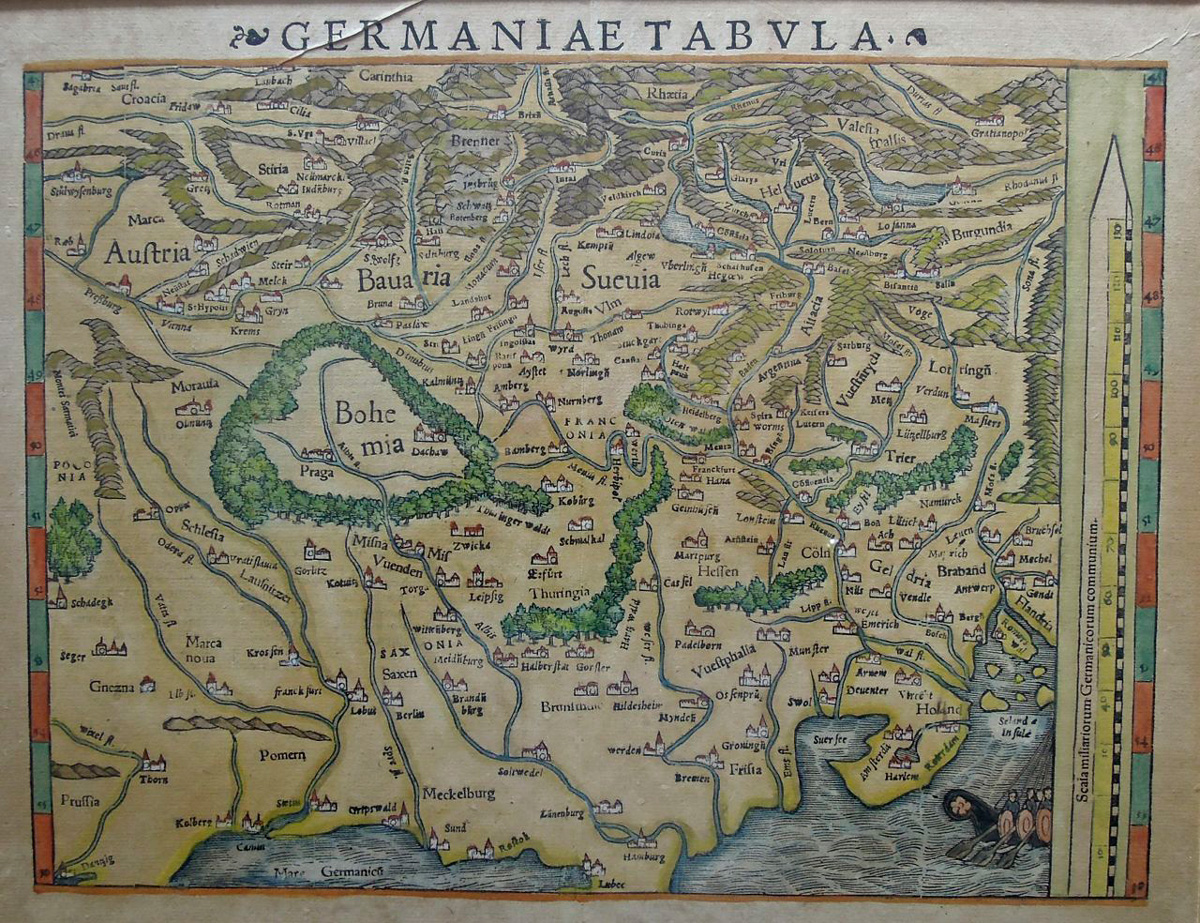
Deutschlandkarte (Holzschnitt aus der Ptolemäus-Ausgabe, Basel 1540). Die Karte ist nicht genordet, d. h. Süden ist oben und Norden unten – damals noch die übliche Darstellung.

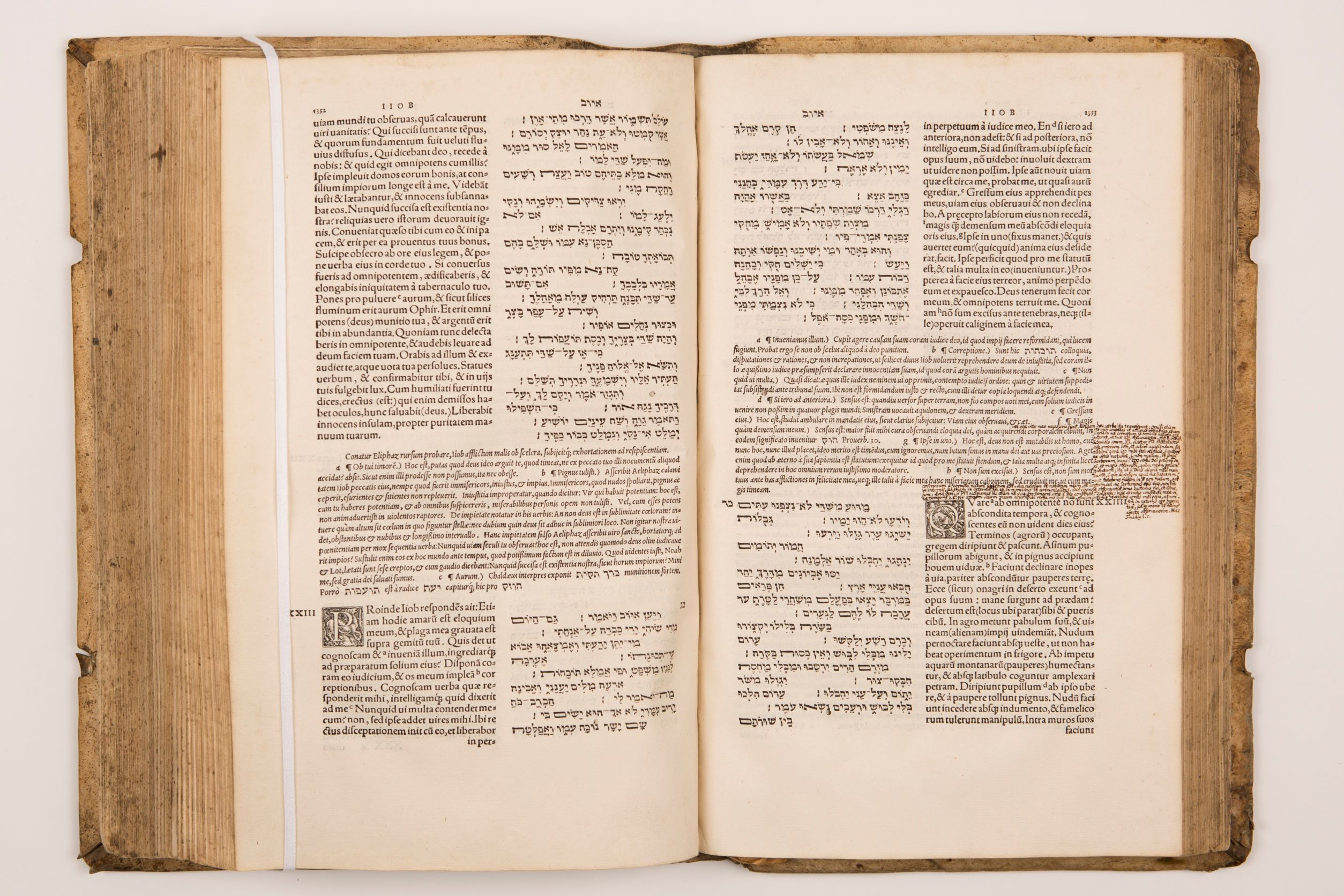
Sebastian Münster, Biblia Hebraica: Lateinische Übersetzung der Hebräischen Bibel gedruckt bei Heinrich Petri und Michael Isengrin, 1546, Basel, in der Sammlung des Jüdischen Museums der Schweiz.

Sebastian Münster (* 20. Januar 1488 in Nieder-Ingelheim; † 26. Mai 1552 in Basel) war ein Kosmograph, Humanist und Hebraist.

## Biographie
Sebastian Münster wurde am 20. Januar 1488 in Ingelheim am Rhein geboren; als sein Vater wird Andreas (Endres) Münster genannt, damals Kirchenpfleger und Spitalmeister des dortigen Heiliggeist-Spitals.

### Ausbildung
Nach dem Studium an der Schule der Franziskaner in Heidelberg trat er 1505 mit 17 Jahren der Straßburger Franziskanerprovinz bei. Die Ordensoberen schickten den außergewöhnlich sprachbegabten Studenten 1507 zunächst nach Löwen und Freiburg im Breisgau. Während des etwa einjährigen Studienaufenthalts in Freiburg begeisterte ihn sein Lehrer Gregor Reisch, Prior der dortigen Kartause, vor allem für Hebräisch und Geographie.
1509 ging Münster ins Kloster Rouffach, wo er Schüler von Konrad Pellikan wurde und sich in Griechisch, Hebräisch, Mathematik, Astronomie und Geographie weiterbildete. Dabei studierte er die Naturwissenschaften bereits nach der Enzyklopädie Margarita philosophica des Gregor Reisch. Auch die Lektüre von Pomponius Melas De chorographia (1. Jahrhundert) beeinflusste Münster nachhaltig.
1511 folgte er seinem Lehrmeister Pellikan an die Universität Basel und später nach Pforzheim, wo er 1512 zum Priester geweiht wurde. Münster und Pellikan erweiterten ihre Studien auch auf andere semitische Sprachen, vor allem auf das Aramäische und das Äthiopische.

### Anstellungen als Hochschullehrer
Von 1514 bis 1518 war Münster als Lektor an der Ordenshochschule der Franziskaner in Tübingen tätig, wo er auch seine astrologischen Studien bei dem berühmten Astronomen Johannes Stöffler, „Vater der Wissenschaften“ genannt, fortsetzte. Ab 1518 lehrte er wieder an der Ordenshochschule in Basel und von 1521 bis 1529 in Heidelberg, wo ihn Kurfürst Ludwig V. dann 1524 als Professor für Hebräisch an die Universität Heidelberg berief.
1529 trat er aus dem Franziskanerorden aus und folgte einem Ruf an die Universität Basel. Dort geriet er in die Religionskämpfe zwischen Katholiken und Protestanten und konvertierte schließlich zum Protestantismus. 1530 heiratete er Anna Selber, die Witwe des Basler Buchdruckers Adam Petri, in dessen Offizin – unter Leitung seines Stiefsohnes Heinrich Petri – sein Hauptwerk, die Cosmographia, später gedruckt werden sollte. 1532 wurde seine Tochter Aretia geboren.

### Tätigkeit als Kosmograph
Von Alltagssorgen befreit, konnte Sebastian Münster sich jetzt umso mehr der lange geplanten Vorbereitung geographischer Werke widmen. Es folgten seine Reisen nach Frankreich und in die Schweiz, nach Schwaben und Bayern, auf denen er weiteres Material für Schilderungen der damaligen Welt sammelte. Münster hatte eine Vereinbarung mit mehr als 100 Autoren getroffen, für ihn Reiseberichte und Ortsansichten aus aller Welt zu fertigen und zu sammeln. Dass Johannes Stumpf in Zürich an der Herausgabe der Eydgenossenschafft (ein Schweizer Nachschlagewerk) arbeitete, veranlasste Münster dazu, die Fertigstellung der Cosmographia zu beschleunigen. 1544 erschien die erste Ausgabe der Cosmographia, deren Übersetzungen, Neuauflagen und Erweiterungen ihn zeitlebens beschäftigten.
1547 wurde Münster für ein Jahr zum Rektor der Universität Basel berufen. Sein Wahlspruch war: „Die Ehrfurcht vor Gott ist der Anfang der Erkenntnis.“ In derselben Zeit nahm er auch am Reichstag zu Augsburg teil.
Am 26. Mai 1552 starb er an den Folgen der Pest. Auf seinem Grabmal im Basler Münster wird er als der „deutsche Strabo und Esra“ bezeichnet.

## Werk

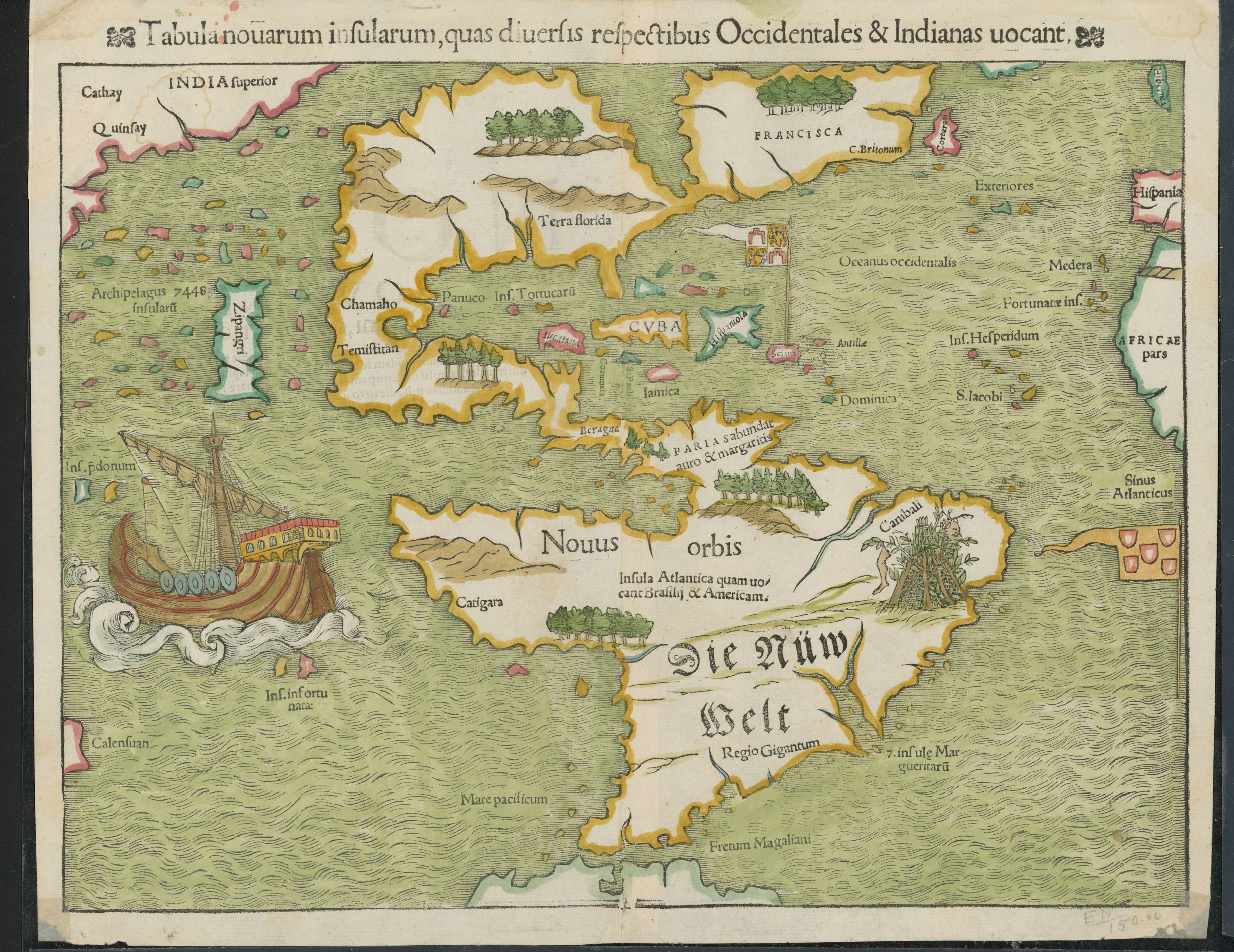
Münster, Tabula Novarum Insularum, 1540

### Hauptwerk
Sein Hauptwerk, die weit verbreitete und in viele Sprachen übersetzte Cosmographia, legte Sebastian Münster im Jahr 1544 vor. Die ersten Anregungen zu diesem Werk hatte Münster bereits 1524 von dem elsässischen Humanisten Beatus Rhenanus erhalten. In der Vorrede betont Münster, dass er in sechs Büchern „eine Beschreibung der ganzen Welt mit allem, was darinnen ist“, geben wolle. Tatsächlich bietet das Werk Geschichte und Geographie, Astronomie und Naturwissenschaften sowie Landes- und Volkskunde nach dem damaligen Wissensstand. Im ersten der sechs Textbücher erklärt Münster die mathematische Geographie, zum Beispiel die Triangulation mittels eines Kompasses und eines geteilten Kreises. Die anderen fünf Bücher enthalten Beschreibungen verschiedener Länder anhand geographischer, historischer und kulturgeschichtlicher Notizen.
Damit legte Münster die erste wissenschaftliche und zugleich allgemeinverständliche Weltbeschreibung in deutscher Sprache vor, an der er mit mehr als 120 „Standespersonen, Gelehrten und Künstlern“ in einer Vorbereitungszeit von etwa zwanzig Jahren gearbeitet hatte.
Die Ausgaben ab 1550 umfassen mehr als 1200 Seiten und enthalten 62 Karten und 74 Stadtansichten, darunter 26 deutsche Städte. Mit diesen Ausgaben der Cosmographia wurde quantitativ und qualitativ ein neuer Standard für die Ausstattung von Städtebüchern gesetzt.

### Nebenwerk
Außer der Cosmographia hat Sebastian Münster mehr als siebzig zum Teil sehr umfangreiche Werke auf dem Gebiet der Hebraistik und Semitistik, der Naturwissenschaften und der Geographie, aber auch der Theologie und der Bibelwissenschaft verfasst.
Unter dem Titel Liber viarum linguae sacrae (1520) übersetzte er die hebräische Grammatik von Moses Kimchi. 1525 brachte er eine hebräisch-lateinische Fassung der Grammatik von Elijah Levita heraus. 1523 veröffentlichte Münster sein hebräisches Wörterbuch, das lange als Standardwerk galt, und 1527 folgten eine aramäische Grammatik und ein Wörterbuch. Besondere Erwähnung verdienen das lateinisch-griechisch-hebräische Wörterbuch Dictionarium trilingue (1530) und die erste christliche Bibelausgabe in Hebräisch mit lateinischer Übersetzung (2 Bände, Basel 1534/35), die der Cosmographia (1544) vorausgehenden geographischen Arbeiten Germania descriptio (1530) und Mappa Europae (1536) sowie die Editionen antiker und zeitgenössischer Geographen (1538–1540), darunter vor allem die lateinische Übersetzung der Geographia des griechischen Naturforschers Claudius Ptolemäus mit 48 von Sebastian Münster selbst entworfenen Karten (1540).
Zu seinen Spätwerken gehören die Rudimenta mathematica (1551) mit Lehrsätzen zur elementaren Geographie und deren Anwendung zur Anfertigung von astronomischen Instrumenten sowie schließlich die von ihm selbst bearbeitete französische Übersetzung der Cosmographia (1552).

## Porträts von Sebastian Münster
Einige Ölgemälde, Holzschnitte und Kupferstiche vermitteln ein Bild von der Persönlichkeit Sebastian Münsters, darunter ein Gemälde von Hans Holbein dem Jüngeren (Basel um 1530), Holzschnitte in späteren Ausgaben der Cosmographia und Kupferstiche in biographischen Werken des 17. Jahrhunderts. Auch in der deutschen Ausgabe der Cosmographia von 1615 ist ein Kupferstich von Willem de Haen mit einem Porträt enthalten. Ein weiteres Porträt zeigt ihn als Rektor der Universität Basel (nach einem Gemälde von Christoph Amberger, um 1547 oder 1552) auf der Vorderseite der 100-DM-Banknote (dort seitenverkehrt), die von 1962 bis 1991 im Umlauf war.